# Colline Saint-Roch
Pour les articles homonymes, voir Saint-Roch (homonymie).
La colline Saint-Roch est un sommet d'origine volcanique culminant à 565 m d'altitude dans le département français de la Haute-Loire.

## Géographie

### Situation
La colline Saint-Roch est située au sein du Massif central, sur la commune de Langeac.
Au sommet, il est possible d'observer la vallée de l'Allier, la chaîne du Devès et les contreforts de la Margeride granitique.

### Géologie
Ces formations résultent de l'activité d'un volcan surtseyen de type hydromagmatique. La cheminée volcanique présente des failles annulaires ou verticales qui délimitent des panneaux de brèches déformés et effondrés, tandis que des filons de basalte noir recoupent l'ensemble des formations antérieures. Au sommet, on observe un petit lac de lave, caractéristique de la phase éruptive terminale, de type strombolien.

### Faune
Le site abrite une diversité d'espèces, notamment le milan royal, le circaète Jean-le-Blanc, le martinet noir et le martinet à ventre blanc.

## Histoire
Pendant des siècles, une dizaine de carrières autour de la colline ont extrait des blocs de pierre parallélépipédiques, utilisés dans la construction de toutes les maisons langeadoises avant 1920.
Après la Révolution, trois croix ont été érigées à son sommet.

## Protection environnementale
Le mont est inscrit dans la ZNIEFF de type 2 « Haute vallée de l'Allier » et dans le site Natura 2000 « Haut Val d'Allier ». Par ailleurs, le site « Volcan surtseyen de la Colline Saint Roch » est inscrit à l'inventaire national du patrimoine géologique.